# 十字路口 (佛羅里達州)
十字路口（英語：The Crossings）是位於美國佛羅里達州邁阿密-戴德縣的一個人口普查指定地區。

## 地理
十字路口的座標為25°40′10″N 80°24′04″W / 25.66944°N 80.40111°W，而該地最高點為海拔高度2米（即7英尺）。

## 人口
根據2010年美國人口普查的數據，十字路口的面積為9.80平方千米，當中陸地面積為9.70平方千米，而水域面積為0.10平方千米。當地共有人口22758人，而人口密度為每平方千米2,322人。